# Bertil Stener
Bertil Stener, född 19 mars 1920 i Göteborg, död 30 november 1999 i Göteborg, var en svensk läkare och professor i ortopedi.
Bertil Stener var son till lantbrukaren Fritz Stener och dennes hustru Anna, född Svensson. Han tog studentexamen från Hvitfeldtska högre allmänna läroverket i Göteborg år 1939, blev medicine kandidat 1942 och medicine licentiat vid Uppsala universitet 1948, underläkare vid Sahlgrenska sjukhuset och Göteborgs barnsjukhus 1948–1951, medicine doktor 1960 och docent i kirurgi i Göteborg 1960 och i ortopedisk kirurgi 1968. Han var professor i ortopedisk kirurgi och överläkare vid ortopediska kirurgkliniken vid Sahlgrenska sjukhuset i Göteborg 1970–1986.
Bertil Stener beskrev i början av 1960-talet "Steners skada", som är en vanlig tumskada. Han var även fotbollslaget Öis läkare.